# Cantone di La Guiche
Il Cantone di La Guiche era una divisione amministrativa dell'arrondissement di Charolles.
È stato soppresso a seguito della riforma complessiva dei cantoni del 2014, che è entrata in vigore con le elezioni dipartimentali del 2015.
Comprendeva i comuni di:
- Ballore
- Chevagny-sur-Guye
- Collonge-en-Charollais
- La Guiche
- Joncy
- Marizy
- Pouilloux
- Le Rousset
- Saint-Marcelin-de-Cray
- Saint-Martin-de-Salencey
- Saint-Martin-la-Patrouille